# Si Rat Malai

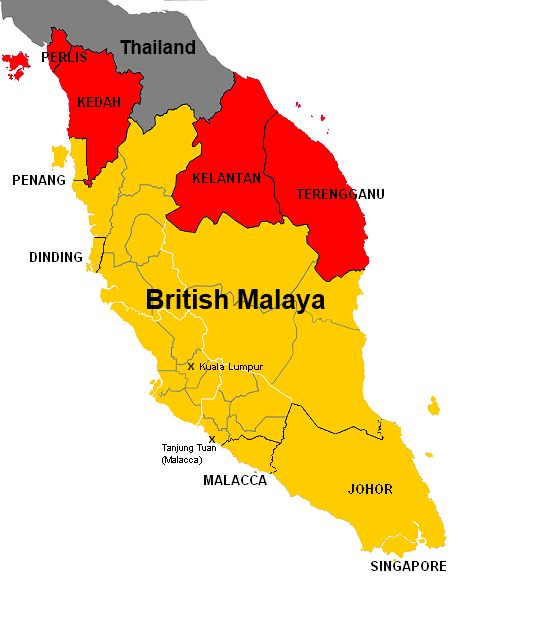
Thaise bezettingszones (Si Rat Malai)
Japanse bezettingszones

Si Rat Malai is een voormalige administratief gebied van Thailand tussen 1943 en 1945. 
Het omvatte de vier noordelijke Maleisische staten Kedah, Perlis, Kelantan en Terengganu in Brits-Malaya, die na de Japanse invasie van Malaya geannexeerd werd door de met de Asmogendheden geallieerde Thaise regering.
De Thaise autoriteiten maakten Alor Setar tot het administratieve centrum van het gebied. Thailand bestuurde staten als Syburi, Palit, Kalantan en Trangkanu van 18 oktober 1943 tot de Japanse capitulatie aan het einde van de Tweede Wereldoorlog.
De naam Si Rat Malai betekend in het Thai Vier Maleisische Staten.